# Patrick Mboma
Henri Patrick Mboma Dem (Douala, 15 de novembro de 1970) é um ex-futebolista camaronês que atuava como atacante. Campeão olímpico em Sydney 2000 por seu país, jogou ainda 2 Copas do Mundo (1998 e 2002), 3 edições da Copa das Nações Africanas e uma Copa das Confederações.
Sua comemoração característica era apontando com as duas mãos como se estivesse atirando.

## Carreira
Após jogar no Stade Pavillonnais (equipe amadora dos arredores de Paris), Mboma foi integrado ao time B do Paris Saint-Germain em 1990. Não foi utilizado nenhuma vez no elenco principal, e foi emprestado para o Châteauroux em 1992, não evitando o rebaixamento ao Championnat National, a terceira divisão francesa. Em 1993, destacou-se ao fazer 17 gols em 29 partidas pelo clube, ajudando a conquistar o acesso à Ligue 2. Reintegrado ao time principal do PSG, disputou 8 partidas e fez um gol (12 jogos e 4 gols no total) antes de ser novamente emprestado, desta vez ao Metz, tendo pouco destaque apesar da boa campanha dos Grenás (17 partidas e 4 gols).
Ele ainda teve uma nova oportunidade no PSG na temporada 1996–97, e novamente pouco brilhou, novamente atuando 8 vezes e fazendo um gol.

### Primeiro africano artilheiro da J-League
Em 1997, jogando pelo Gamba Osaka, tornou-se o primeiro africano a sagrar-se artilheiro na história da J-League, com 25 gols. O feito foi igualado em 2016, quando o nigeriano Peter Utaka fez 19 gols (empatado com o brasileiro Leandro).

### Passagem pelo futebol italiano
De volta à Europa em 1998, Mboma foi contratado pelo Cagliari, recém-promovido à primeira divisão italiana. Atrapalhado por uma lesão, jogou apenas 13 vezes e fez 7 gols (3 foram contra o Empoli), suficientes para evitar o rebaixamento do clube sardo. Na segunda temporada, fez dupla com o belgo-brasileiro Luís Oliveira, destacando-se na campanha da Copa da Itália, onde o Cagliari parou apenas na semifinal contra a Internazionale, e foi o artilheiro da competição, com 6 gols. Na Série A, balançou as redes 8 vezes em 27 partidas, porém não conseguiu evitar a queda para a Série B.
Mboma esteve próximo de assinar com o Verona, mas o presidente da equipe, Giambattista Pastorello, desistiu da negociação, alegando que temia uma reação hostil da torcida. O atacante, no entanto, seguiria disputando a primeira divisão ao fechar com o ascendente Parma, chegando a fazer 2 gols na vitória sobre o Milan. A relação entre Mboma e os crociati, porém, começou a naufragar devido à concorrência com Amoroso, Savo Milošević e Marco Di Vaio, e o clube teve 3 técnicos diferentes (Alberto Malesani, Arrigo Sacchi e Renzo Ulivieri), ainda assim terminando em quarto lugar na classificação. As chegadas de Hakan Sükür e Emiliano Bonazzoli tiraram ainda mais espaço do atacante no elenco, e Mboma (que fez parte do elenco campeão da Copa da Itália) foi cedido ao Sunderland, encerrando sua passagem pelo futebol italiano.

### Final de carreira
No Sunderland, Mboma jogou novamente poucas vezes (9 jogos) e fez um único gol, vendo os Black Cats escaparem do rebaixamento por apenas 4 pontos de vantagem para o Ipswich Town. Ele ainda jogaria no Al-Ittihad Trípoli, um dos principais times da Líbia, fazendo 12 gols em 28 jogos e sagrando-se campeão nacional, voltando ao Japão em 2003.
No Tokyo Verdy, atuou em 35 jogos e marcou 17 gols em 2 temporadas, enquanto no Vissel Kobe foi prejudicado por seguidas lesões, entrando em campo apenas 10 vezes e fazendo 2 gols, encerrando sua carreira em maio de 2005, aos 34 anos.

## Seleção Camaronesa
Pela Seleção Camaronesa, Mboma estreou em dezembro de 1995, num amistoso contra a Libéria, mas não foi convocado para a Copa Africana do ano seguinte. Ainda em 1996, marcou seu primeiro gol pelos Leões Indomáveis, na vitória por 4 a 2 sobre o Togo, pelas eliminatórias da Copa de 1998. Neste ano, disputou a Copa Africana pela primeira vez, não fazendo gols.
Na Copa do Mundo, fez um gol de cabeça no empate por 1 a 1 contra o Chile, resultado que eliminou os Camarões do torneio. O melhor ano do atacante em sua carreira internacional foi em 2000, quando venceu a CAN sediada em conjunto por Gana e Nigéria e foi vice-artilheiro da competição com 4 gols (empatado com Samuel Eto'o), conquistou a medalha de ouro nos Jogos Olímpicos, sagrando-se novamente vice-artileiro com 4 gols (juntamente com o chileno Reinaldo Navia e o hondurenho David Suazo), igualando o feito da Seleção Nigeriana em Atlanta 1996, além de levar o prêmio de Futebolista Africano do Ano, sendo o quarto camaronês a conquistar a honraria. Fez parte do elenco que disputou a Copa das Confederações em 2001, quando os Camarões foram eliminados na primeira fase.
Em 2002, foi novamente campeão africano e artilheiro da CAN disputada no Mali, com 3 gols (empatado com Salomon Olembé e o nigeriano Julius Aghahowa. No mesmo ano, fez um gol no empate por 1 a 1 contra a República da Irlanda, e novamente pouco fez para evitar a queda na fase de grupos. Sua última competição internacional foi a Copa Africana de 2004, disputada na Tunísia. Mboma balançou as redes 4 vezes e foi novamente o artilheiro do torneio, empatado com outros 4 jogadores (Jay-Jay Okocha, Francileudo Santos, Youssef Mokhtari e Frédéric Kanouté).
A última de suas 57 partidas foi também na Copa Africana, quando os Camarões perderam para a Nigéria nas quartas-de-final. Com 33 gols, é o terceiro maior artilheiro da equipe, ficando atrás de Samuel Eto'o e Roger Milla.

## Títulos
Camarões
- Copa das Nações Africanas: 2000 e 2002
- Jogos Olímpicos: 2000

Paris Saint-Germain
- Copa da França: 1994–95
- Copa da Liga Francesa: 1995

Metz
- Copa da Liga Francesa: 1996

Parma
- Copa da Itália: 2001–02